# Peter Wiley
Peter Wiley (* 1955 in Cincinnati, Ohio) ist ein US-amerikanischer Cellist, Kammermusiker und Musikpädagoge.
Wiley wurde dreizehnjährig Schüler von David Soyer am Curtis Institute of Music. Nach einem Jahr als Erster Cellist im Cincinnati Symphony Orchestra wurde er zwanzigjährig Erster Cellist des Pittsburgh Symphony Orchestra. Als Solist debütierte er 1986 in der Carnegie Hall mit  dem New York String Orchestra unter Leitung von Alexander Schneider. 1987 wurde er als Nachfolger von Bernard Greenhouse Mitglied des Beaux Arts Trio. Er trat mit dem Trio bis 1998 in mehr als eintausend Konzerten auf und wurde mit ihm 1998 für einen Grammy nominiert. 2001 folgte er seinem Lehrer Soyer als Cellist des Guarneri String Quartet nach, dem er bis 2009 angehörte. Mit Ida Kavafian, Steven Tenenbom und der Pianistin Anne-Marie McDermott bildet er das Klavierquartett Opus One.
Als Cellolehrer wirkte Wiley am College-Conservatory of Music Cincinnati, dem Mannes College of Music und der Manhattan School of Music. Er unterrichtet an der University of Maryland, am Bard College Conservatory of Music und seit 1996 am Curtis Institute.